# Peter Schmitter

Peter Schmitter (1998)

Peter Schmitter (* 25. Mai 1943 in Köln; † 12. Juni 2006 in Seoul) war ein deutscher Sprachwissenschaftler und Professor an der Universität Münster und in Seoul.
Schmitter studierte Alte Sprachen, Linguistik und Philosophie in Bonn und München. 1970 promovierte er in München, die Habilitation folgte 1980 bei Helmut Gipper in Münster. 1986 wurde er als Professor für Allgemeine Sprachwissenschaft und Sprachphilosophie nach Münster berufen. Ab 1997 hatte er zugleich eine Professur in Seoul an der Hankuk Universität für Fremdsprachen inne. Dort starb er unerwartet 2006.
Schmitter befasste sich vor allem mit der Geschichte der Sprachwissenschaft. Er leitete in Münster den Studienkreis Geschichte der Sprachwissenschaft und war Mitherausgeber der Zeitschrift Beiträge zur Geschichte der Sprachwissenschaft. Die von ihm initiierte und herausgegebene siebenbändige „Geschichte der Sprachtheorie“ gilt weithin als ein Standardwerk.

## Schriften
- Historiographie und Narration: metahistorische Aspekte der Wissenschaftsgeschichtsschreibung der Linguistik, Narr, Tübingen 2003, ISBN 978-3-8233-6004-9
- mit Gerda Haßler (Hrsg.): Sprachdiskussion und Beschreibung von Sprachen im 17. und 18. Jahrhundert, Nodus, Münster 1999
- (Hrsg.): Collectanea philologica. Festschr. für Helmut Gipper zum 65. Geburtstag, 2 Bde., Koerner, Baden-Baden 1985
- mit Klaus D. Dutz (Hrsg.): Fallstudien zur Historiographie der Linguistik: Heraklit, d'Ailly und Leibniz, Münster 1985
- Untersuchungen zur Historiographie der Linguistik: Struktur – Methodik – theoret. Fundierung, Tübingen 1982 [Habilitationsschrift 1980] ISBN 978-3-87808-974-2
- mit Helmut Gipper: Sprachwissenschaft und Sprachphilosophie im Zeitalter der Romantik: Ein Beitrag zur Historiographie der Linguistik, Tübingen 1979
- (Mithrsg.): Integrale Linguistik. FS. f. Helmut Gipper, Amsterdam 1979
- Die hellenistische Erziehung im Spiegel der νεα κωμωδια [nea kōmōdia] und der fabula palliata, Bonn 1971 [=Dissertation]

### (Hrsg.):Geschichte der Sprachtheorie
Verlag Günter Narr, Tübingen 1987–2007
- 1 Zur Theorie und Methode der Geschichtsschreibung der Linguistik: Analysen und Reflexionen, 1987, ISBN 3-87808-671-7                '

- 2 Sprachtheorien der abendländischen Antike, 2. Aufl., 1996, ISBN 978-3-87808-672-7

- 3 mit Sten Ebbesen: Sprachtheorien in Spätantike und Mittelalter, 1995, ISBN 978-3-87808-673-4

- 4 Sprachtheorien der Neuzeit II. Der epistemologische Kontext neuzeitlicher Sprach- und Grammatiktheorien, 1999, ISBN 978-3-8233-5010-1

- 5 Sprachtheorien der Neuzeit II. Von der Grammaire de Port Royal (1660) bis zur Konstitution moderner linguistischer Disziplinen, 1996, ISBN 978-3-8233-5011-8

- 6/1 Sprachtheorien der Neuzeit III. Sprachbeschreibung und Sprachunterricht, 2005, ISBN 978-3-8233-5012-5

- 6/2 Sprachtheorien der Neuzeit III. Sprachbeschreibung und Sprachunterricht, 2007, ISBN 978-3-8233-5013-2

| Personendaten    | Personendaten                          |
| ---------------- | -------------------------------------- |
| NAME             | Schmitter, Peter                       |
| KURZBESCHREIBUNG | deutscher Linguist und Hochschullehrer |
| GEBURTSDATUM     | 25. Mai 1943                           |
| GEBURTSORT       | Köln                                   |
| STERBEDATUM      | 12. Juni 2006                          |
| STERBEORT        | Seoul                                  |